# Mato Kosyk

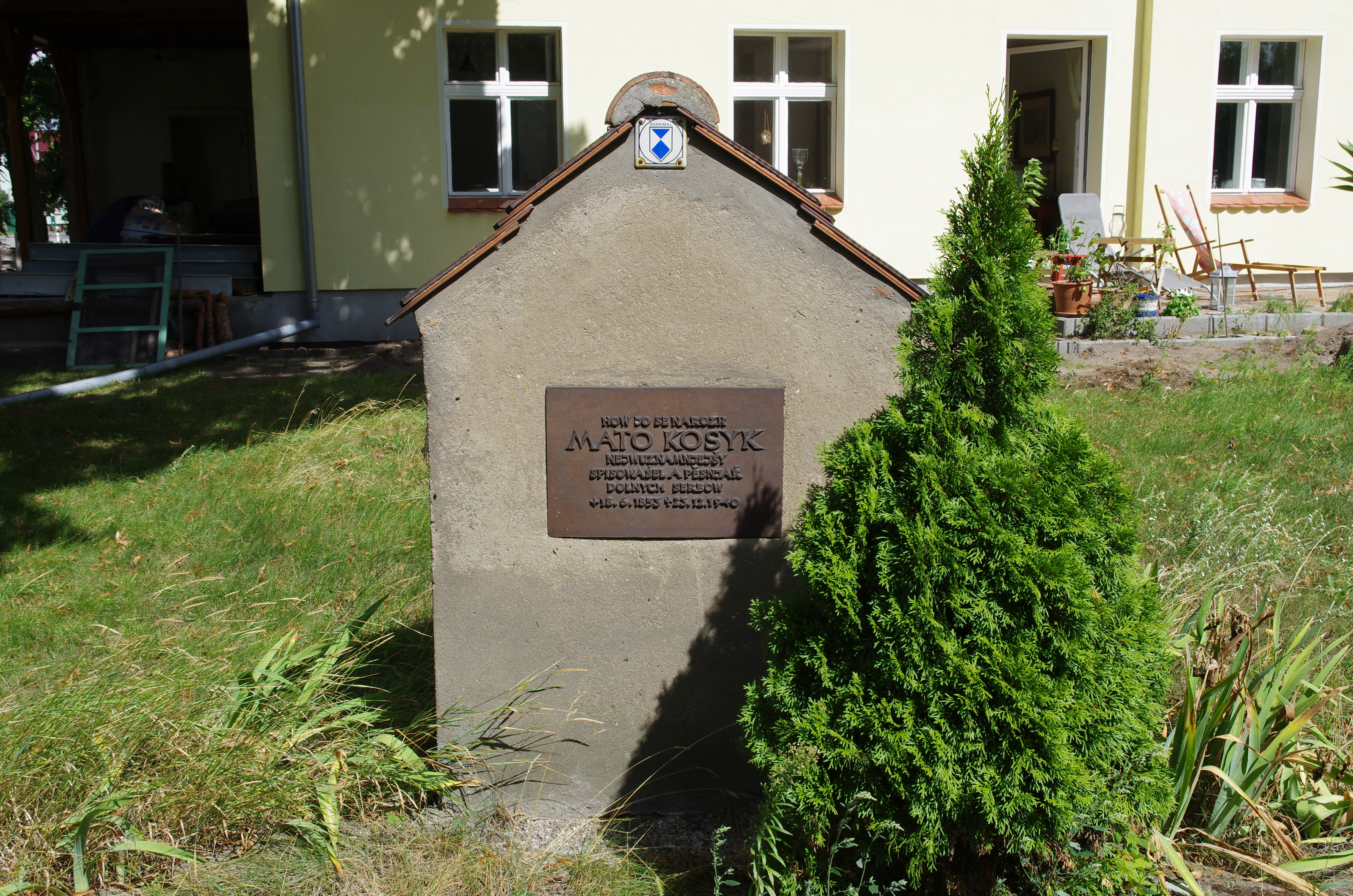
Gedenksteen voor Mato Kosyk in Werben

Mato Kosyk (Werben, (Nedersorbisch: Wjerbno), 18 juni 1853 - Albion in Oklahoma, 22 november 1940) was een Sorbische dichter en dominee. Hij emigreerde vanuit de Lausitz naar de Verenigde Staten.

## Jeugd
Kosyk bezocht vanaf 1867 het gymnasium in Cottbus (Chośebuz) met het oog op een latere theologiestudie. Omdat hij in 1873 het gymnasium zonder diploma verliet, kwam van zijn studieambities vooralsnog niets terecht. Hij kwam in plaats daarvan bij de spoorwegen in Leipzig te werken, waar zijn eerste lyrische teksten ontstaan. Deze zijn allen in het nedersorbisch geschreven.

### Literaire activiteiten
Kosyk keerde terug naar Wjerbno in 1877 omdat hij problemen had met zijn gezondheid. Hij leefde deze jaren als schrijver en produceerde zijn belangrijkste werken. Vanaf 1880 was hij co-redacteur van de Bramborske nowiny (Brandenburgse Berichten). Door zijn medewerking aan de herziening van de Nedersorbische kerkelijke zangbundels oefende hij blijvende invloed uit op de vorm van de Nedersorbische taal.
Kosyk onderhield contact met nagenoeg alle belangrijke figuren uit de Sorbische cultuur: Kito Šwjela, Hajndrich Jordan, Bjarnat Krušwica, Juro Surowin en Alfons Parczewski, net als Michał Hórnik en Jan Arnošt Smoler. Kosyk werd medeoprichter van de nedersorbische Maśica Serbska, de belangrijkste organisatie voor de Nedersorbische cultuur.

## Emigratie
In oktober 1883 vertrok Kosyk naar Hamburg, vanwaar hij naar New York per scheep ging. Zijn reis voerde hem via Buffalo (New York) naar Springfield in Illinois. Hier kon hij zijn wens om theologie te studeren in vervulling zien gaan, hij schreef zich in aan een theologisch seminarie van orthodoxe Lutheranen. In januari 1884 wisselde hij echter naar Chicago, waar hij de studie vervolgde bij een liberale Duitse Lutherse richting. Bovendien spraken hier de studenten geen Engels, maar Duits wat voor Mato Kosyk gemakkelijker te volgen was. In 1885 beëindigde Kosyk zijn studie en werd beroepen naar Wellsburg in Iowa, waar hij onder Duits-Friese immigranten werkte. Hoewel in de Verenigde Staten onder Duits- en Friestalige boeren werkend, heeft Kosyk het schrijven van Sorbische vertellingen en gedichten in deze tijd nooit onderbroken; hij publiceerde zelfs onverminderd in de Sorbische pers. 

### Tijdelijke terugkeer
Eind 1886 keerde Mato, naar aanleiding van het overlijden van zijn broer Kito, terug naar de Lausitz. Waarschijnlijk werd hem deze terugkeer vergemakkelijkt doordat het niet zo boterde tussen de gemeente in Wellsburg en hemzelf. Na terugkomst zette hij zich in zijn theologiestudie erkend te krijgen; hij wilde graag de vacante positie in Hochoza bij Picnjo (Drachhausen bij Peitz) invullen. Omdat zijn opleiding echter niet werd erkend, eindigde zijn bemoeienis zonder resultaat. Hij reisde terug naar de VS in 1887.

## Amerika
In 1887 reisde Kosyk opnieuw naar de Verenigde Staten, deze keer zou hij niet meer terugkeren. Hij vond een plaats als predikant in Nebraska, waar hij tot 1907 bij verschillende Duitstalige gemeenten werkzaam zou zijn: Ridgeley in Dodge County (1887-1889), Princeton in Lancaster County (1889-1895), vervolgens van herfst 1895 tot de zomer 1896 zonder aanstelling in Roca in Lancaster County. Van 1896 tot 1899 werkte hij in Stamford in Harlan County en van 1899 tot 1907 in Ohiowa in Fillmore County. Kosyk trad in Princeton in Nebraska in 1890 in het huwelijk met Anna Wehr. Zij was afkomstig uit het dorp Duszno (voormalig Hochberg) in de huidige gemeente Trzemeszno (Powiat Gnieźnieński). Kosyks laatste standplaats was El Reno in Oklahoma; in 1913 ging hij met pensioen en vestigde zich in Albion (OK). 
Eerst in 1892 nam Kosyk de draad van het dichten en schrijven weer op. En ook zijn in het slop geraakte contacten met Sorbische intellectuelen werden hernieuwd. Bogumił Šwjela wilde nu een dichtbundel van Kosyk uitgeven, die in 1893 verscheen. Tot 1898 zouden nog verschillende gedichten van hem in de Lausitz verschijnen.
Na het overlijden van Kosyks enige zoon Juro (24 jaar) als gevolg van een paardrijongeluk in 1915 en zijn vrouw Anna in 1929 vereenzaamde Kosyk en trad uiteindelijk in 1938 in het huwelijk met Wilma Filter, zijn huishoudster. Deze laatste verliet Albion een jaar na Kosyks dood en nam Kosyks nalatenschap mee, die sindsdien niet meer is teruggevonden. In deze laatste periode onderhield Kosyk intensief contact met de jonge Sorbische schrijfster Mina Witkojc.

## Nalatenschap
Het werk van Mato Kosyk is vooral lyrisch, het omvat nauwelijks proza. De gedichten concentreren rond het christelijk geloof, dat Kosyk doorgaans verbindt met de natuur en in het bijzonder de Lausitz. Dat laatste staat gelijk aan vaderland, aan Heimat en vindt zijn tegenpool in de vreemde. Bij Kosyk wordt dit steeds gedefinieerd via de Sorbische taal, die enerzijds schoonheid en kwetsbaarheid in zich verenigt en anderzijds moet strijden tegen het uitsterven. 
Kosyk gebruikte in zijn gedichten zowel klassieke vormen als rijmschema's uit de volkscultuur. Zijn voorliefde ging uit naar de hexameter. Zo bestaat zijn Serbska swaźba w Błotach ("De Sorbische bruiloft in het Spreewoud") uit bijna 2000 hexameters. Hexameters komen ook terug in Ten kśicowany ("De Gekruisigde") en Helestupjenje Jezusa Kristusa ("De nederdaling ter helle door Jezus Christus"). 
De basisschool in Briesen (Sorbisch: Brjazyna) is vernoemd naar Mato Kosyk. 

### Werk
- Serbska swajźba w Błotach, 1880
- Pśerada markgroby Gera, 1881
- Branibora Pad, 1882
- Zběrka dolnoserbskich pěsnjow, 1893
- Pěsni, twee delen, 1929-1930, uitgegeven door Bogumił Šwjela

- Bibliothèque nationale de France: cb12232493t (data)
- Gemeinsame Normdatei: 118565745
- International Standard Name Identifier: 0000 0000 5510 3366
- Library of Congress Control Number: n81099919
- Nationale Bibliotheek van Tsjechië: js20020812887
- Nationale Bibliotheek van Polen: a0000001673224
- Système universitaire de documentation: 070423911
- Virtual International Authority File: 135145857855023020070
- WorldCat: E39PBJcwxQd7K3pxfYHmMDjXBP